# Nuštar
Nuštar  je naseljeno mjesto i općina u Hrvatskoj, u Vukovarsko-srijemskoj županiji.

## Zemljopis
Općina Nuštar nalazi se u Vukovarsko-srijemskoj županiji između gradova Vinkovci i Vukovar. 
Općina Nuštar sastoji se od naselja Nuštar, Cerić i Marinci. Nuštar je najveće naselje.

## Stanovništvo
Prema popisu stanovništva iz 2001. godine općina Nuštar ima 5862 stanovnika od čega je prema starosti najviše od 15-19 godina, a prema spolu ženski je brojniji s 3010 od ukupnog broja. Naselje Nuštar 2021. ima 3606 stanovnika, Cerić 1460, a Marinci 796 stanovnika.
| broj stanovnika | 2158  | 2570  | 2523  | 2750  | 2962  | 3221  | 3099  | 3069  | 3660  | 4119  | 5185  | 5627  | 6097  | 6612  | 5862  | 5793  | 4861  |
|                 | 1857. | 1869. | 1880. | 1890. | 1900. | 1910. | 1921. | 1931. | 1948. | 1953. | 1961. | 1971. | 1981. | 1991. | 2001. | 2011. | 2021. |

| broj stanovnika | 821   | 991   | 943   | 1038  | 1208  | 1309  | 1289  | 1303  | 1636  | 2034  | 2811  | 3290  | 3755  | 4080  | 3606  | 3665  | 3132  |
|                 | 1857. | 1869. | 1880. | 1890. | 1900. | 1910. | 1921. | 1931. | 1948. | 1953. | 1961. | 1971. | 1981. | 1991. | 2001. | 2011. | 2021. |

## Povijest
U Domovinskom ratu se tu dogodila velika tenkovska Bitka za Nuštar po kojoj je snimljeno nekoliko dokumentarnih filmova.

## Uprava
Općina Nuštar ima Jedinstveni upravni odjel kojim upravlja pročelnica Maja Matijašević, mag.iur. Upravni odjel pruža različite administrativne usluge za stanovnike općine. Na čelu općine je načelnik Hrvoje Drinovac iz HSP-a.

## Gospodarstvo
Poslovne zone "Sajmište" i "Dom"
- Ukupna površina općine:           4 344 ha
- Poljoprivredno zemljište:         3 608 ha
- Šume:                    270 ha
- Ukupna površina zona:             17 ha
- Udaljenost od autoceste:          23 km
- Udaljenost od željezničke pruge:        2 km
- Udaljenost od luke Vukovar:       13 km
- Udaljenost od Zračne luke Osijek, Klisa:  33 km

Sustav pogodnosti za ulagače
- Područje posebne državne skrbi – 1. kategorija
- Oslobođenje 91 % komunalne naknade za industrijske djelatnosti i usluge (osim trgovačkih djelatnosti), standardna naknada je 11 kn na 1 m³, jednokratno
- Komunalni doprinos: oslobođenje za prve dvije godine
- Oslobođenje naknade za vodnu naknadu i spajanje na kanalizaciju

## Poznate osobe
- Andrija Andabak, hrvatski vojnik
- Ivica Čuljak – Satan Panonski, hrvatski punker
- Đuro Hranić, hrvatski rimokatolički svećenik, nadbiskup đakovačko-osječki
- Marko Majstorović, hrvatski rimokatolički svećenik, monsinjor, župnik
- Željko Pavičić,  hrvatski skladatelj i tekstopisac
- Đuro Šnajder, hrvatski književnik

## Spomenici i znamenitosti
Spomen obilježje poginulima i nestalim u Domovinskom ratu (u centru Cerića) potpisuje umjetnik Ivan Matković-Lasta, hrvatski branitelj, zapovjednik obrane Bogdanovaca, dok idejno rješenje uređenja trga Marko Vidić.

## Obrazovanje
- OŠ Zrinskih (Nuštar)[12]
- OŠ Zrinskih (Nuštar) Područna škola Cerić
- OŠ Zrinskih (Nuštar) Područna škola Marinci

## Kultura
- HSKPD Seljačka sloga

Društvo s prekidima radi od 1936. godine. Njeguje pjesme, kola i običaje Nuštra: oljnog vatrogasnog društva Nuštra i radi do II. svj. rata. 1950. god. obnavlja se rad koji je pokrenuo pok. Miki Meštrović, društvo tada radi s kratkim prekidima a od 1967. .g neprekidno radi i ima oko 80 članova. U svojim nastupima prikazuju pjesmu i ples i običaje Nuštra: Ranče, Ciganka kolo, Tapše kolo, Naši šamac kopaju, Todora, Ide jesen, Tri livade nigdje lada nema, U livadi pod jasenom.Njeguju i prikazuju običaje: dolazak po mladu, raspremanje mlade, drugi dan svatova i pokladna povorka.
Ženska nošnja: najčešće je radna, a nosili su je u korizmi im za adventa. Vezenka je na redove, tkana i vezena najčešće u crnoj i crvenoj boji. Oplećak je heklani i oko rukava vezen. Marama je lapaskinja, pregača suknena, čarape štrikane sa sisicama ili na okanca, počne su heklane. Djevojke nose pletenicu kornjaču ili okruglu ukrašenu cvijećem i dukatima, s kudrom i skrajnicama. Udane žene nose crvenu šamiju pokrivenu bijelom šlingom, heklanom ili rasplitanom maramom. 
Muška nošnja: košulja, gaće vezene ili rasplitane i priplitane, crni svileni prsluk ukrašen crvenim ili crnim šujtašem, bagom opanci, tkanica i kapa okićena cvijećem ili dukatom.

## Šport
- NK Nosteria Nuštar
- Boćarski klub u Ceriću
- Aero klub "Fenix" – Cerić
- Stolnoteniski klub Nuštar
- OK Zrinski Nuštar
- Streljački klub Nosteria

## Vanjske poveznice
- Općina Nuštar  Arhivirana inačica izvorne stranice od 31. prosinca 2009. (Wayback Machine)
- [neaktivna poveznica]
- Stranica OŠ Zrinskih u Nuštru
- Župa Duha Svetoga Nuštar
- DVD – Dobrovoljno vatrogasno društvo Nuštar